# 海因里希·克雷默

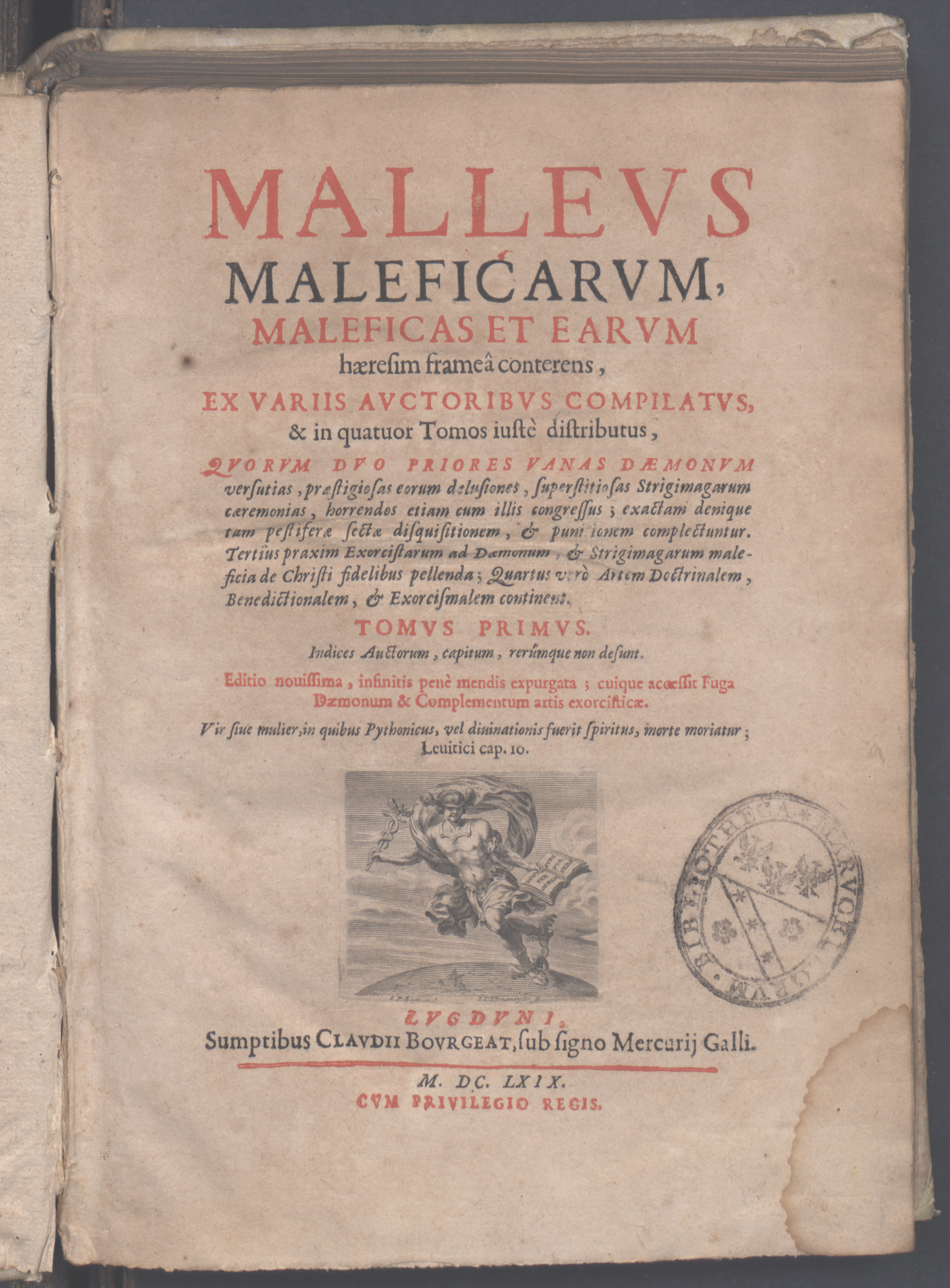
Malleus maleficarum

海因里希·克雷默（Heinrich Kramer，后拉丁化改为，约1430年出生于今法国阿爾薩斯塞莱斯塔，约1505年逝世于克罗梅日什）是《女巫之槌》的作者，作为宗教裁判官他是中世纪末期獵巫的发起人。他主要以“女巫理论家”而著名。

## 生平

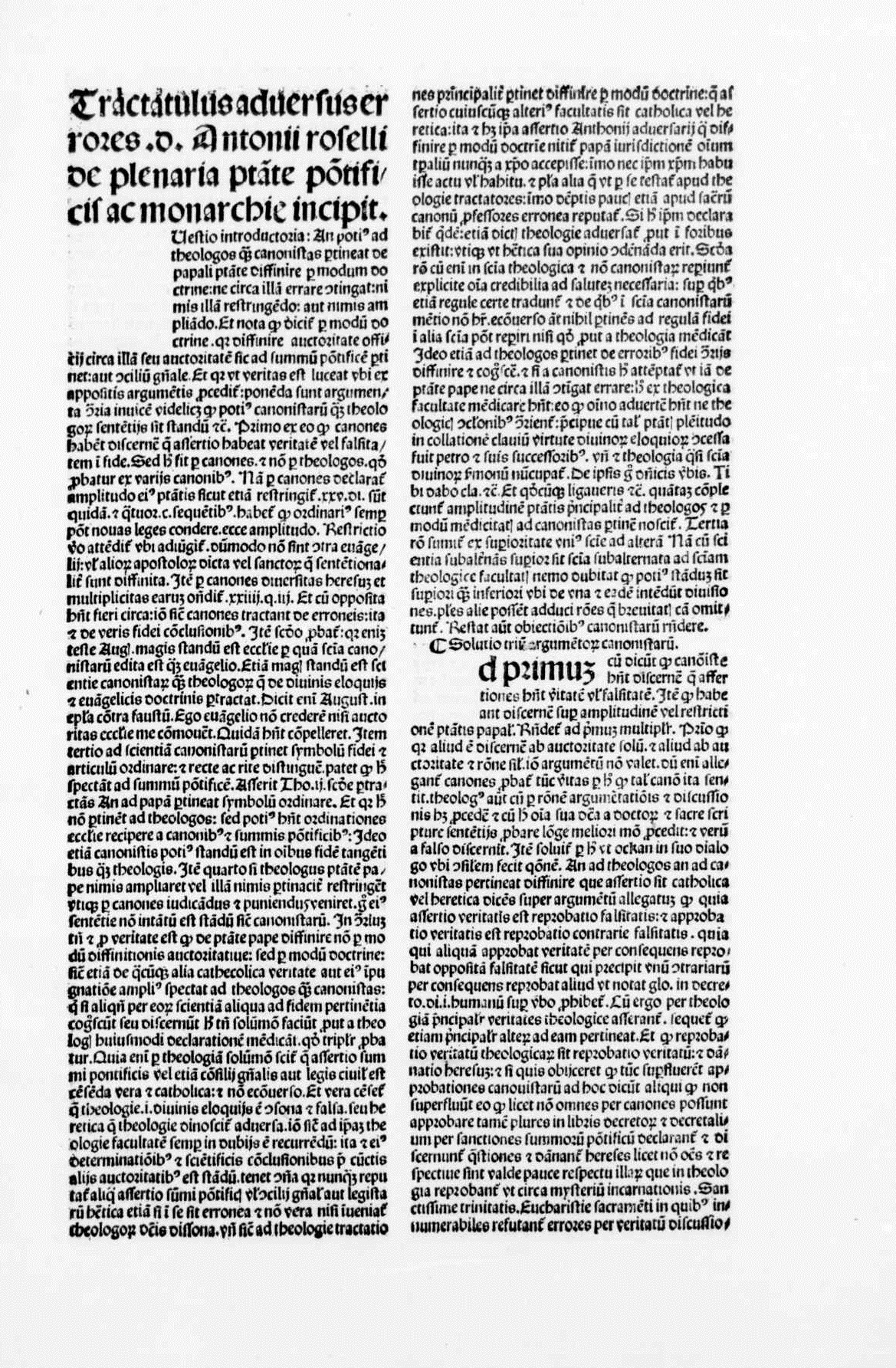
Opusculum in errores Monarchiae Antonii de Rosellis, 1499

克雷默出生贫苦。1445年他在他的出生地加入多明我会。他在市里的拉丁语学校上学，并于1474年完成了哲学基础课程。1479年通过他自己的努力他成为宗教裁判官。当时这个职位还没有任何实际意义。同年他获得神学博士的学位。他在特伦托参加了一次对犹太人的审判后开始了他对女巫的迫害。1482年他成为塞莱斯塔多明我会修道院的院长。在拉芬斯堡请他去主持的第一次对女巫的审判会上他把两名妇女判处火刑。他起草了教宗诏书《最为深沉忧虑的要求》（又被称为“女巫诏书”），在他的唆使下教宗諾森八世发表了这部诏书。
在这部诏书的保护下克雷默举行了多次女巫审判，其中有一次在因斯布鲁克。在那里社会里所有阶层的人都反对他，因此因斯布鲁克主教设立了一个委员会来调查克雷默的工作。委员会对他的工作评价糟糕之极，主教因此下令中止猎巫，释放所有被告妇女，并撤销所有宗教裁判的判决。克雷默被从因斯布鲁克驱逐出境。作为对自己作为的辩白克雷默于1486年12月写了《女巫之槌》，通过当时在欧洲刚刚发明的印刷术这本书被大量传播，成为历史上危害最大的书籍之一。
这本作品本身并不引人注目，但是克雷默除了引用了教宗的诏书外还假造了多名科隆神学教授的证书。因此这本书给人的映像是它是给世俗法官的一份推荐。由此这本书在世俗法官的眼里获得了律法的地位。
克雷默自称消灭了200名女巫，他还指责所有不相信女巫的人为异端。

## 书籍
- ：（拉芬斯堡和波登湖早期猎巫），康斯坦茨，2001 ISBN 3-89669-812-5